# Stenloken (Idre socken, Dalarna)
Stenloken är en sjö i Älvdalens kommun i Dalarna och ingår i Dalälvens huvudavrinningsområde. Sjön har en area på 0,0398 kvadratkilometer och ligger 560,6 meter över havet.

## Delavrinningsområde
Stenloken ingår i det delavrinningsområde (688032-133940) som SMHI kallar för Förgrening. Medelhöjden är 659 meter över havet och ytan är 8,28 kvadratkilometer. Räknas de 21 avrinningsområdena uppströms in blir den ackumulerade arean 151,51 kvadratkilometer. Grundöjan som avvattnar avrinningsområdet har biflödesordning 3, vilket innebär att vattnet flödar genom totalt 3 vattendrag innan det når havet efter 490 kilometer. Avrinningsområdet består mestadels av skog (90 procent). Avrinningsområdet har 0,08 kvadratkilometer vattenytor vilket ger det en sjöprocent på 0,6 procent.